# Lee Lozano
Lee Lozano, née le 5 novembre 1930 à Newark (New Jersey) et morte le 2 octobre 1999 à Dallas (Texas), est une artiste, peintre et dessinatrice américaine. Elle est considérée comme l'une des figures importantes de l'art conceptuel américain.

## Premières années
Née Lenore Knaster le 5 novembre 1930, 16:25 à Newark, New Jersey, elle souhaite être appelée « Lee » à partir de fin 1944, alors âgée de 14 ans. Par ce changement identitaire, elle opère – ainsi qu'elle le décrira en 1970 dans une note biographique – ce qu'elle considère être un « rejet de la destinée traditionnelle d’une femme américaine issue de la classe moyenne ». 
De 1948 à 1951, Lee poursuit des études à l'Université de Chicago. Elle y étudie les sciences naturelles et la philosophie, et obtient un BA. En 1956, elle épouse Adrian Lozano, architecte d'origine mexicaine, rencontré les années précédentes lorsque tous deux travaillaient dans le département design de la Container Corporation of  America (CCA). Cette firme, qui joua un rôle prépondérant dans la « propagation du design graphique moderniste au sein de la publicité et du marketing d'entreprise » aux États-Unis, collabora notamment avec des artistes, architectes et designers liés ou influencés par le Bauhaus, tels Herbert Bayer, Walter Gropius. Le couple divorce en 1960, après quatre ans de mariage. Pendant cette période, Lee Lozano reprend ses études à l’Art Institute of Chicago, y valide un BFA.

## Période new-yorkaise
Après un séjour de plusieurs mois en Europe, effectué grâce à une bourse de voyage reçue de l’Institut d'art de Chicago, Lee Lozano part vivre à New York – elle s'installe à partir de 1961 au 53 West 24th Street, se lie d'amitié avec Richard « Dick » Bellamy, directeur de la Green Gallery. Celle-ci, ouverte l'année précédente, est reconnue pour les expositions qu'elle dédie à la jeune scène artistique d'avant-garde de l'époque (dont Claes Oldenburg, Tom Wesselman, etc.). 
Par l'intermédiaire de Bellamy, Lozano rencontre le photographe Hollis Frampton et l'artiste Carl Andre qui feront partie de son cercle d'amis proches tout au long des années 1960. Elle fréquente également les artistes Robert Morris, Sol LeWitt, Vito Acconci, Stephen Kaltenbach, puis à partir de 1967, l'artiste Dan Graham 5. Interlocuteurs réguliers, Kaltenbach et Graham influenceront le développement de son travail artistique. 
En 1964 ou 1965 (les sources à ce propos divergent), Lozano emménage dans son studio loft au 60 Grand Street, c'est cette adresse qui figure sur plusieurs de ses notes personnelles et œuvres conceptuelles. Ce sera également le lieu, le « laboratoire », où elle expérimentera, éprouvera la plupart d'entre elles. Le 5 novembre 1966 s'ouvre la première exposition personnelle de Lee Lozano à la Bianchini Gallery, New York. Fin 1970, Lozano présente ses peintures dans le cadre d'une exposition personnelle au Whitney Museum of American Art à New York.

## Œuvre artistique
Au début des années 1960, la production de Lozano, oscillant entre une figuration cartoonesque (plusieurs fois rapprochée des travaux de Philip Guston,) et d’œuvres plus expressionnistes, se constitue de dessins et peintures où prolifèrent des fragments de corps, mains, bouches, seins, verges, vulves, mêlés à des objets dont « le potentiel sexuel » est exacerbé, tels des cigares, ciseaux, prises électriques, ampoules, flingues... Crucifix, étoiles, aéroplanes sont d'autres éléments récurrents de son iconographie – ils sont reconfigurés d'un dessin au suivant. Des hybridations sont opérées entre les parties corporelles et les ustensiles dans des mouvements d'interpénétrations réciproques, de confusions, de conversions de l'inanimé en organes agissants. Dans une logique associant texte et image – la critique d'art Sarah-Lehrer Graiwer suppose qu'il s'agit d'une influence des comic books dont Lozano raffole – des légendes, souvent crues, ainsi que des jeux de mots accompagnent nombre de ses dessins. La gestuelle est généralement agressive, les couleurs criardes. 
Au cours des années 1963-1964, l'attention de Lozano se porte vers les outils de travail : tournevis, perceuse, scie, vis, etc., qui s'entassent alors sur sa table d'atelier. Dynamisant tantôt les courbes, tantôt les cassures et les angles, les formes qu'elle représente, et qui tendent progressivement vers une abstraction géométrique aux tons métallisés, restent sexuellement connotées. À partir de 1965 environ, les plans sont serrés, la palette chromatique est réduite à des couleurs argentées, dorées, cuivrées. Les traces, irisées, laissées par les passages du pinceaux (ou ceux du crayon) génèrent de nouveaux mouvements dans ses compositions. 
Entre 1967 et 1970, Lozano produit sa série des Wawe Paintings, un ensemble de 11 peintures monochromatiques abstraites de 243,8 x 106,7 cm inspirées par les phénomènes ondulatoires physiques et électro-magnétiques, particulièrement la lumière. À la différence de ses précédentes œuvres, les courbes sont douces et harmonieuses. Elle effectue chacune de ses peintures dans des sessions de travail, d'une durée de quelques heures à plusieurs jours, en évitant les interruptions – comme une conversion d'énergie : une fatigue physique qui résulte de sa méthode de travail affecte ses peintures. 
Parallèlement à la préparation de cette série, elle rédige ses premières pièces conceptuelles, communément regroupées sous le terme de Language Pieces. Ainsi que le décrit la théoricienne Lucy Lippard dans son célèbre essai Six Years: The Dematerialization of the Art Object, les œuvres conceptuelles de Lozano sont des instructions, le plus souvent adressées à elle-même, par lesquelles Lozano « transforme sa vie, et par implication, la vie des autres et de la planète elle-même ». Dialogue Piece (commencée le 21 avril 1969), est ainsi un projet dans lequel Lee Lozano invite des interlocuteurs dans son studio loft, « non dans l'attention de faire une pièce », mais seulement « pour dialoguer », échanger des informations.

## Boycott, arrêt de l'art
À la fin des années 1960, alors qu'elle accède à une certaine notoriété artistique, Lozano prend progressivement ses distances d'avec le milieu de l'art. Elle met « intentionnellement fin à sa carrière » aux environs des années 1971, 1972.
Pour certains exégètes, tels le théoricien Alexander Koch, les Language Pieces furent un support, sinon un moyen qu'utilisa Lozano pour « progressivement [dire] adieu aux règles économiques, topographiques, institutionnelles et émotionnelles de sa vie en tant qu’artiste ». L’œuvre General Strike Piece (commencée le 8 février 1969) commence en effet par ces mots : « éviter progressivement mais avec détermination les cérémonies ou rassemblements officiels ou publics dans les “quartiers chics” liés au “monde de l'art” de façon à poursuivre la recherche sur une révolution personnelle & publique totale ».
En août 1971, Lee Lozano commence son retentissant et « tristement célèbre » boycott. Jusqu'à son décès, Lozano refusera d'adresser la parole aux femmes. La violence de ce refus (qui ne devait durer qu'un mois initialement, puis fut prolongé de façon indéterminée), ainsi que son « abandon » du champ artistique seront commentés par de nombreux acteurs du milieu de l'art, historiens, artistes, et critiques. L'important regain d'intérêt que connaît Lee Lozano depuis la fin des années 1990 tient probablement autant à ses œuvres, picturales puis conceptuelles, qu'à la singularité de sa trajectoire artistique.

## Dernières années
Entre 1971 et 1974 (les sources divergent), Lozano est expulsée de son loft studio du 60 Grand Street. À partir de cette période, les informations la concernant deviennent contradictoires. Au milieu des années 1970, Lozano – qui souhaite dorénavant être appelée « E » – loge un temps à New York (notamment avec le peintre Gerry Morehead au 179 Stanton Street). Bien qu'elle reste « très visible dans le centre-ville de New-York », elle a vraisemblablement rompu tout contact d'avec son ancien entourage. 
En 1982, E s'installe à Dallas, ville où résident alors ses parents. Sa vie là-bas est en grande partie méconnue. Son père décède en 1988, suivi par sa mère en 1990. Sans revenu important, hormis les éventuelles ventes de ses peintures, E semble traverser les années 1990 entre difficultés financières et problèmes de santé. 
En 1999, un cancer du col de l'utérus lui est diagnostiqué, tardivement. E s'éteint le 2 octobre de la même année, au Centre de réadaptation de Oak Cliff, arrondissement du sud de Dallas. À sa demande, elle est enterrée dans une tombe anonyme, à Grand Prairie, Texas.

## Expositions personnelles (sélection)
- 1966 : Bianchini Gallery, New York, États-Unis
- 1966 : Bennington College, The New Gallery, Bennington, Vermont, États-Unis
- 1969 : Galerie Ricke, Cologne, Allemagne
- 1970 : Whitney Museum of American Art, New York, États-Unis
- 1971 : Lee Lozano: Infofiction, Nova Scotia College of Art & Design, Halifax, Canada
- 1971 : Infofiction II, Lisson Gallery, Londres, Royaume-Uni
- 1998 : Lee Lozano/Matrix:135, Wadsworth Atheneum Museum of Art,  Hartford, Connecticut, États-Unis
- 2004 : Lee Lozano: Drawn from Life 1961-1971, P.S.1 Contemporay Art Center, Long Island City, États-Unis
- 2005 : Lee Lozano: Work on Paper from the 1960s, Studio B, Los Angeles, Californie, États-Unis
- 2006 : Dorothy Iannone and Lee Lozano, Kunsthalle Wien, Vienne, Autriche (exposition itinérante)
- 2006 : Win First dont last/Win last dont care, Kunsthalle Basel, Suisse (exposition itinérante)
- 2007 : No Title: 1969, Hauser & Wirth, Londres, Royaume-Uni
- 2008 : Hauser & Wirth, Zurich, Suisse
- 2010 : Lee Lozano, Moderna Museet, Stockholm, Suède
- 2023 : Strike (rétrospective Lee Lozano), François Pinault Foundation, Bourse de Commerce, Paris[14]

## Expositions collectives (sélection)
- 1964 : Green Gallery, New York, États-Unis
- 1967 : Contemporary Paintings from the Michener Foundation Collection, Université Old Dominion, Norfolk, Virginie, États-Unis
- 1969 : Art | Peace Event, New York Shakespeare Festival, Public Theatre, New York, États-Unis
- 1969 : Number 7, Paula Cooper Gallery, New York, États-Unis
- 1969 : Language III, Candance Dwan Gallery, New York, États-Unis
- 1970 : Art and Things: Painting in the Sixties from the Michener Collection, Université du Texas à Austin, Musée d'art Blanton, Texas, États-Unis
- 1970 : Drawings, Paula Cooper Gallery, New York, États-Unis
- 1982 : Abstract Art: 1960-1969, The Institute for Art and Urban Ressources, Long Island City, États-Unis
- 1999 : Afterimage : Drawings through Process, The Museum of Contemporary Art – MOCA, Los Angeles, Californie, États-Unis
- 2000 : Afterimage, Contemporary Arts Museum, Houston, Texas, États-Unis
- 2007 : WACK! Art and the Feminist Revolution, 1965-1980, National Museum of Women in the Arts, Washington, district de Columbia, États-Unis (exposition itinérante)
- 2007 : WACK! Art and the Feminist Revolution, 1965-1980, The Museum of Contemporary Art – MOCA, Los Angeles, Californie, États-Unis (exposition itinérante)
- 2007 : dOCUMENTA 12, Cassel, Allemagne
- 2008 : WACK! Art and the Feminist Revolution, 1965-1980, Vancouver Art Gallery, Vancouver, Canada (exposition itinérante)
- 2008 : WACK! Art and the Feminist Revolution, 1965-1980, P.S.1 Contemporay Art Center, Long Island City, États-Unis (exposition itinérante)
- 2008 : Solitaire: Lee Lozano, Sylvia Plimack Mangold and Joan Semmel, Wadsworth Atheneum Museum of Art, Hartford, Connecticut, États-Unis (exposition itinérante)
- 2008 : Solitaire: Lee Lozano, Sylvia Plimack Mangold and Joan Semmel, Wexner Center for the Arts, Colombus, États-Unis (exposition itinérante)
- 2009 : Mind Expenders, MUMOK Museum Moderner Kunst Stiftung Ludwig Wien, Vienne, Autriche
- 2009 : François Pinault Foundation, Palazzo Grassi / Punta della Dogana, Venise, Italie
- 2010 : Beyond the Surface: Women in Pop Art 1958-1968, The University of the Arts, Philadelphie, Pennsylvanie, États-Unis